# Centrum Lotów Kosmicznych imienia Lyndona B. Johnsona

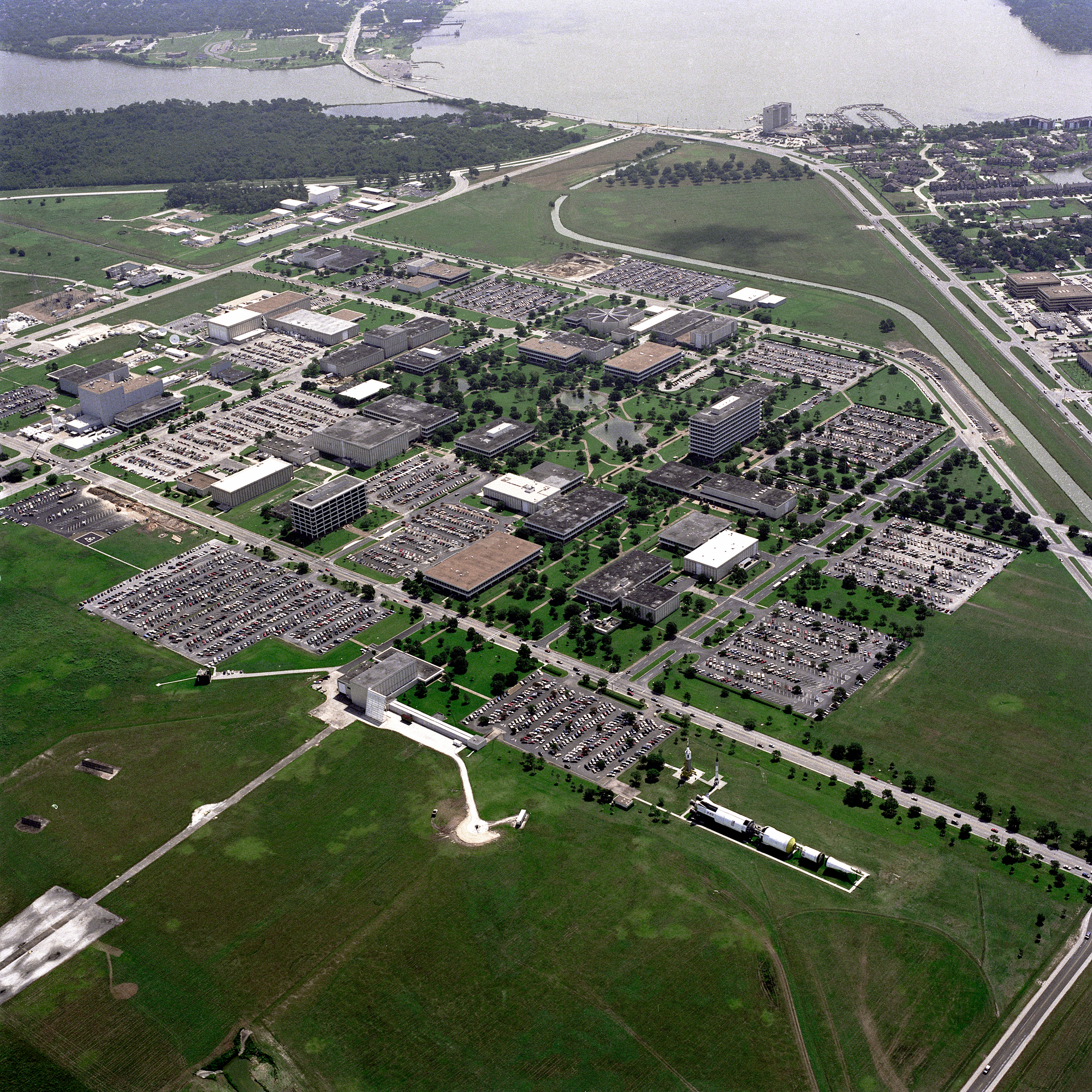
Ośrodek Kosmiczny im. L. B. Johnsona w Houston (1989)

Centrum Lotów Kosmicznych imienia Lyndona B. Johnsona (Johnson Space Center, JSC) – centrum załogowych lotów kosmicznych NASA w Houston w Teksasie.
W JSC znajduje się Centrum Kontroli Misji, tj. centrum kontroli agencji NASA – koordynujące i monitorujące wszystkie załogowe loty kosmiczne Stanów Zjednoczonych. Prowadzi się tu też treningi astronautów NASA (np.: załóg Międzynarodowej Stacji Kosmicznej). W JSC znajdują się także pomieszczenia Lunar Receiving Laboratory, gdzie pierwsi astronauci powracający z Księżyca przechodzili kwarantannę i gdzie składowane są próbki gruntu i skał księżycowych.
Ośrodek znajduje się w Clear Lake City na przedmieściu Houston, na ziemi podarowanej przez pobliski Uniwersytet Rice’a.

## Historia
Powstanie ośrodka w Houston ma swoje źródło w powołaniu w 1958 agencji NASA na mocy National Aeronautics and Space Act i rozpoczęciu prac nad amerykańskim programem lotów załogowych. Do założenia ośrodka lotów właśnie w tym miejscu przyczynił się m.in. pochodzący z Teksasu senator Lyndon B. Johnson, wiceprezydent za czasów prezydentury Johna F. Kennedy’ego (a w latach 1963–1969 prezydent USA).
25 maja 1961, trzy tygodnie po locie Alana Sheparda w kosmos, prezydent John Kennedy zgłosił Kongresowi plan wysłania przez Stany Zjednoczone człowieka na Księżyc do końca dekady.
19 września 1961 NASA oficjalnie ogłosiła, że warty 60 milionów dolarów „Ośrodek Załogowych Statków Kosmicznych” (Manned Spacecraft Center) powstanie w Houston na 1000 akrach ziemi należącej wcześniej do Uniwersytetu Rice’a (19 września 1961).
Budowa rozpoczęła się w kwietniu 1962. Do 1965 centrum stało się w pełni operatywne i przejęło odpowiedzialność za koordynację i monitorowanie każdej załogowej misji NASA począwszy od Gemini 4 (3 – 7 czerwca 1965).
Po śmierci Johnsona w 1973 zmieniono nazwę na Johnson Space Center – Ośrodek Kosmiczny im. Lyndona B. Johnsona.

## Komora A
Komora A (Chamber A) w Centrum Przestrzeni Kosmicznej im. Johnsona ma średnicę 16,8 m  i wysokość 27,4 m, możliwość przeprowadzania testów próżniowych i termicznych, oraz sławę obiektu, w którym przeprowadzano testy statków kosmicznych programu Apollo z załogami i bez. Jest ona przystosowana do przeprowadzania szerokiego spektrum testów i symulacji oraz adaptacji do ciśnieniowo-termalnych warunków różnego rodzaju obiektów do statków kosmicznych włącznie. Badane obiekty są wstawiane do komory za pośrednictwem precyzyjnych dźwigów. Podczas gdy przeprowadzane są testy z udziałem ludzi, podwójne układy blokad zapewniają bezpieczne przejście od ciśnienia atmosferycznego, do warunków próżni kosmicznej i na odwrót.
Obecnie Komora A podlega zasadniczej rekonstrukcji w celu jej przygotowania do testowania Kosmicznego Teleskopu Jamesa Webba. Po zakończeniu budowy, komora będzie przystosowana do ultra czystych systemów pompowania wysokiej próżni, wolna od węglowodorów i będzie miała zdolność do symulowania bardzo niskiej temperatury przestrzeni kosmicznej (35 K) ograniczonej do objętości walca o średnicy 14 metrów i 24 metrów wysokości.
Komora A jest obecnie największą na świecie kriogeniczną komorą wysokiej próżni przystosowaną do testów optycznych. Hydraulicznie otwierane drzwi mają masę 40 ton. Powietrze zawarte w objętości komory A ma masę 25 ton. Kiedy całe możliwe do wyssania z komory powietrze zostaje usunięte, to masa pozostała we wnętrzu jest równoważna masie połowy zszywki.

## Dyrektorzy JSC

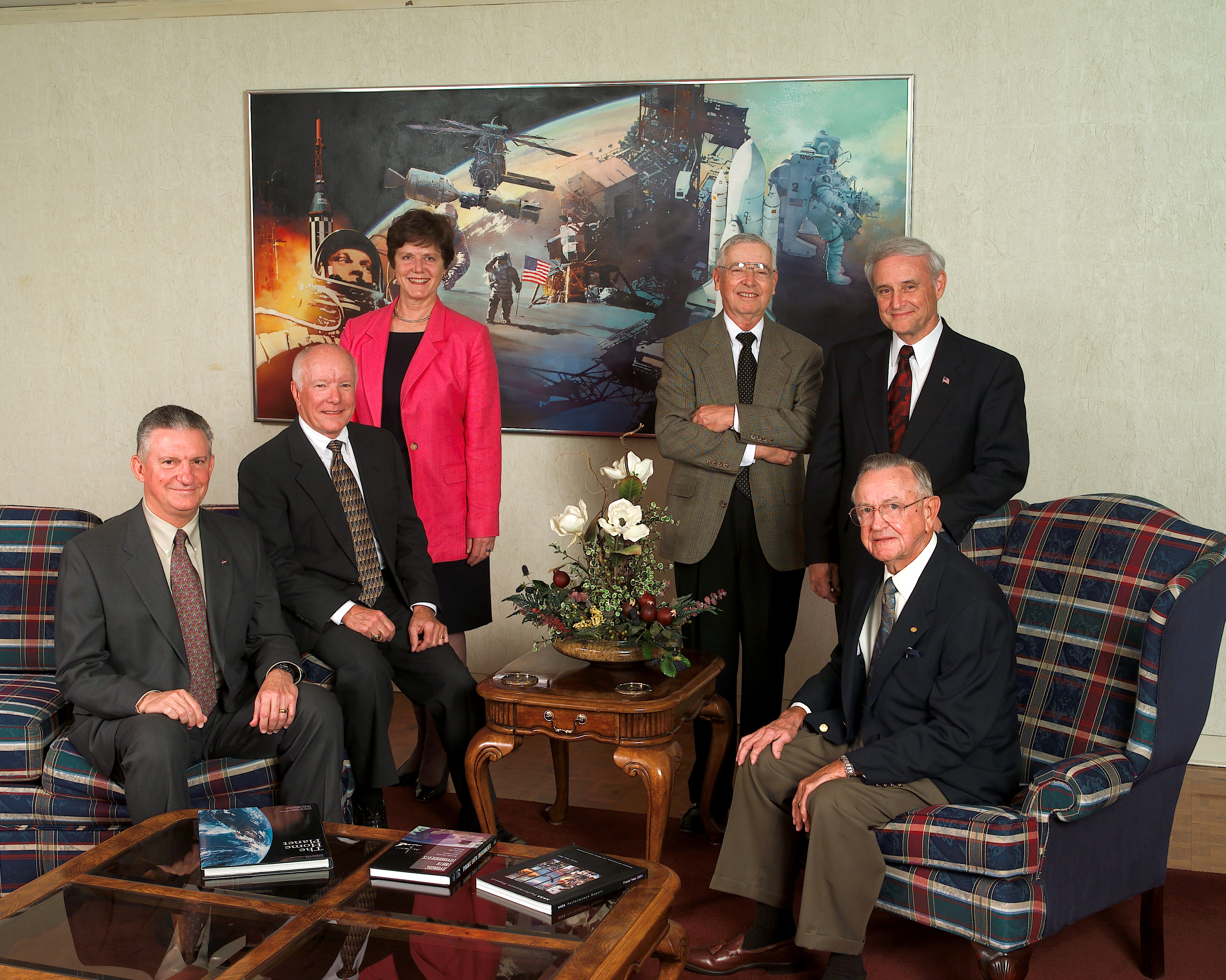
Na zdjęciu widoczni są poprzedni dyrektorzy JSC, od lewej Jefferson Howell, Gerald Griffin, Carolyn Huntoon, Aaron Cohen, Roy Estess i Christopher Kraft (sierpień 2002)

1. Robert R. Gilruth (listopad 1961 - styczeń 1972)
Ważniejsze wydarzenia za kadencji:
- Gilruth został mianowany pierwszym dyrektorem Manned Spacecraft Center (MSC) i przeniósł swoją główną kwaterę z Langley Research Center do Houston (w rzeczywistości 1 marca 1962).
- Gilruth ogłasza „drzwi otwarte” NASA/MSC w weekend 6, 7 czerwca 1962 (ośrodek zwiedziło w tym czasie około 52 000 ludzi).
- Start Gemini 4 – pierwszy lot kontrolowany z Centrum Kontroli Misji w Houston (3 czerwca 1965).
- Lądowanie Apollo 11 na Księżycu w dniu 20 lipca 1969 (a później jeszcze trzech innych misji w ramach programu Apollo.

2. Christopher C. Kraft Jr. (styczeń 1972 - sierpień 1982)
Ważniejsze wydarzenia:
- W 1972 dwie misje Apollo lądują na Księżycu.
- Obiekt MSC zostaje nazwany na cześć prezydenta USA Lyndona B. Johnsona (17 lutego 1973).
- Umieszczenie na orbicie stacji kosmicznej Skylab (działała w okresie od 14 maja 1973 do 11 lipca 1979).
- Dokowanie Sojuz-Apollo – pierwsze międzynarodowe połączenie statków kosmicznych (lipiec 1975).
- Pierwszy lot wahadłowca Columbia (12 kwietnia 1981, STS-1).

3. Gerald D. Griffin (sierpień 1982 - styczeń 1986)
Ważniejsze wydarzenia:
- Pierwszy spacer kosmiczny w czasie trwania misji wahadłowców (4 kwietnia 1983, STS-6).
- JSC zostaje wybrane na centrum dowodzenia NASA ds. rozwoju projektu amerykańskiej stacji kosmicznej.
- Specjalista misji STS-7 Sally Ride, zostaje pierwszą Amerykanką w kosmosie (18 - 24 czerwca 1983).
- Pierwszy nocny start i nocne lądowanie wahadłowca. Specjalista misji Guion Bluford zostaje pierwszym Afroamerykaninem w kosmosie (30 sierpnia 1983, STS-8).

4. Jesse W. Moore (styczeń 1986 - październik 1986)
Najważniejsze wydarzenie:
- Katastrofa Challengera w pięć dni po nominacji Moore’a (28 stycznia 1986, STS-51-L; ginie siedmiu astronautów).

5. Aaron Cohen (październik 1986 - sierpień 1993)
Ważniejsze wydarzenia:
- Pierwszy lot wahadłowca po katastrofie Challengera (29 września 1988, STS-26).
- Podpisanie dokumentu, prowadzącego do powstania kompleksu budynków niedaleko JSC – obecnego Space Center Houston.
- Cohen wyraża zgodę na wybudowanie Neutral Buoyancy Laboratory – nowego, większego obiektu do trenowania spacerów kosmicznych.

6. Carolyn L. Huntoon (styczeń 1994 - sierpień 1995)
Ważniejsze wydarzenia:
- Pierwszy rosyjski kosmonauta – Siergiej Krikalow - na pokładzie amerykańskiego wahadłowca (STS-60).
- Zostaje otwarte nowe Centrum Kontroli Misji (lipiec 1995).

7. George W. S. Abbey (styczeń 1996 - luty 2001)
Ważniejsze wydarzenia:
- JSC wyznacza Centrum Dowodzenia ds. rozwoju stacji kosmicznej i operacji wahadłowców (luty 1996).
- Zostaje otwarty nowy obiekt ośrodka: Neutral Buoyancy Laboratory (styczeń 1997).
- Początki budowy Międzynarodowej Stacji Kosmicznej (ISS) (rakieta Proton dostarczyła na orbitę moduł Zaria – listopad 1998; wahadłowiec Endavour (STS-88) przyłącza do Zarii moduł Unity – grudzień 1998).
- Dwie misje naprawcze (2, 3A) Kosmicznego Teleskopu Hubble’a (luty 1997 – STS-82; grudzień 1999 – STS-103).
- Sojuz TM-31 dostarcza na ISS pierwszą załogę (2 listopada 2000; w skład weszli: William Shepherd, Jurij Gidzenko, Siergiej Krikalow).

8. Roy S. Estess (luty 2001 - marzec 2002)
Ważniejsze wydarzenia za kadencji:
- W roku 2001 wykonano 18 spacerów kosmicznych – 12 z wahadłowców i 6 z ISS – ustanawiając nowy rekord ilości EVA.
- Na ISS dostarczono Canadarm2 (kwiecień 2001 – STS-100).
- Naprawa Kosmicznego Teleskopu Hubble’a, misja 3B (marzec 2002 – STS-109).

9. Jefferson D. Howell Jr. (marzec 2002 – listopad 2005)
Ważniejsze wydarzenia za kadencji:
- Katastrofa Columbii (1 lutego 2003, STS-107).
- Return to Flight 2 – STS-114.

10. Michael Coats (listopad 2005 – grudzień 2012)
Ważniejsze wydarzenia za kadencji:
- STS-135 – ostatnia misja wahadłowca w ramach programu Space Transportation System

11. Ellen Ochoa (styczeń 2013 – obecnie)